# XBill
XBill es un videojuego de estilo arcade para el sistema X Window. Fue muy popular entre los jugadores de Linux a fines de los años noventa, superando a Quake, aunque no a Quake II , que fue el videojuego para Linux favorito entre los lectores de Linux Journal en 1999.
Fue escrito por Brian Wellington y Matias Duarte. El juego presenta a un personaje con gafas, conocido como Bill. El objetivo del jugador es evitar que las legiones de clones de Bill instalen Wingdows, un virus informático «diseñado inteligentemente para parecerse a un popular sistema operativo», en una variedad de equipos con otros sistemas operativos.

## Modo de juego
Los sistemas operativos están representados por logos mostrados en las pantallas de los ordenadores. El jugador deberá defender los ordenadores, entre los que se incluyen PC con Linux, SPARCstations con Solaris, estaciones de trabajo SGI IRIX, Macs de Apple, Palms y NeXTcubes. Una vez que Bill instala Wingdows en una computadora, su sistema operativo actual se coloca junto a este.
Usando el ratón, el jugador puede golpear a Bill y arrastrar los sistemas operativos desechados de regreso a sus computadoras. Al final de un nivel el jugador obtiene puntos por cada computadora que todavía siga corriendo su sistema operativo original.
En niveles superiores, las computadoras están conectadoas entre sí con cables LAN, causando que Wingdows pueda propagarse más rápido. Algunos equipos también pueden incendiarse. Esto se puede remediar arrastrando cubos de agua sobre ellos.

## Repercusiones
Irónicamente el juego fue posteriormente portado a Windows así como a Mac OS X, y también fue portado a los teléfonos OpenMoko, Maemo y iPhone. Además existen reimplementaciones del juego.
El juego tiene cuatro de cinco estrellas en el Linux Game Tome, y fue observado por DesktopLinux.com.
En 2009 el proyecto resurgió como xBill-NG, de manera similar a Lincity-NG.
Algo que ilustra su notoriedad es que gráficos del juego fueron usados en el sitio web de la campaña Windows 7 Sins de la Free Software Foundation.
A pesar de su estatus, no siempre es empaquetado en las distribuciones Linux debido a su contenido «despectivo».